# 首席宫廷画家

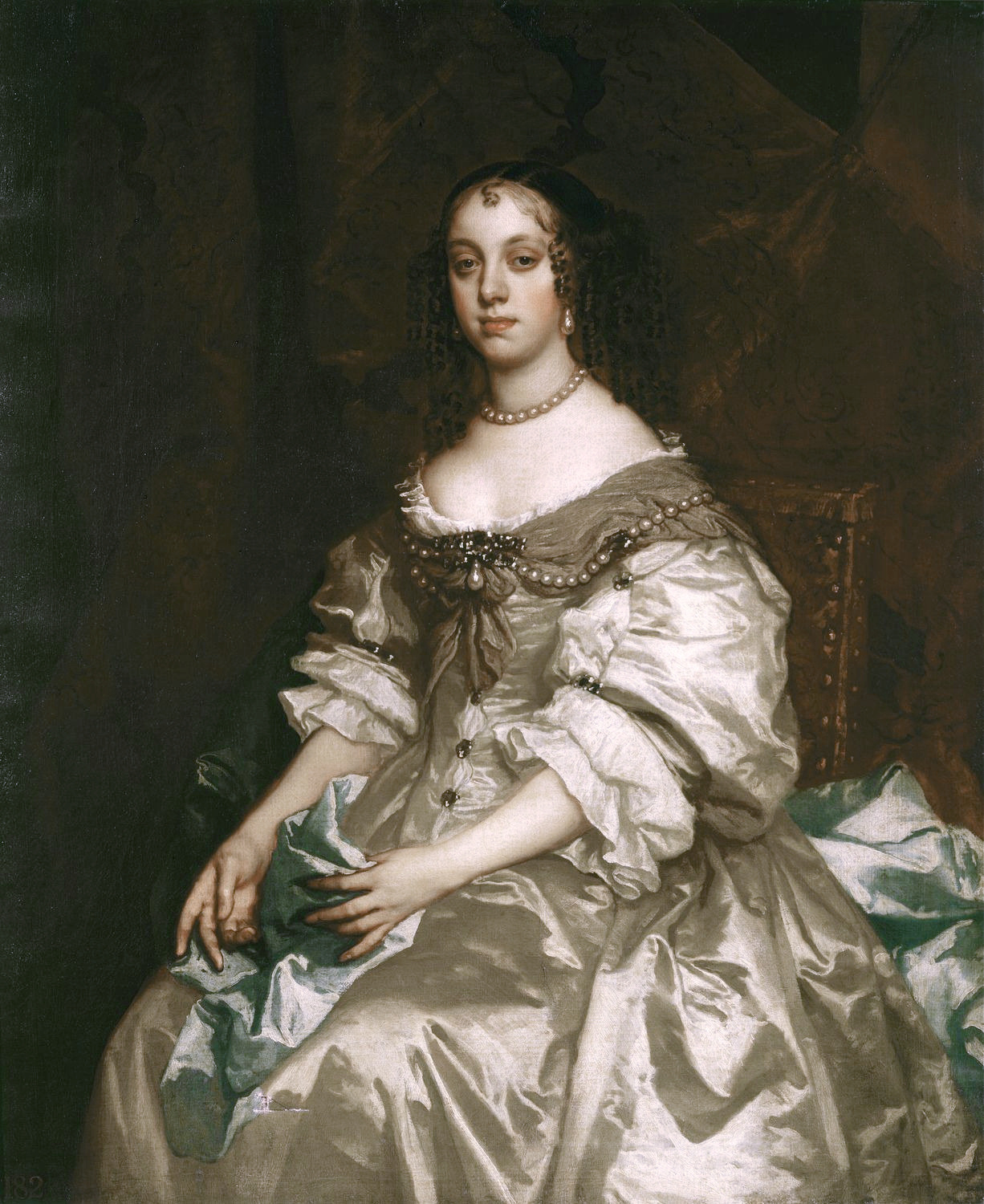
《布拉甘萨的凯瑟琳》，彼得·莱利作品，1663-65。像这样的肖像画是首席宫廷画家们主要创作的东西

首席宫廷画家（Principal Painter in Ordinary）是英格兰以及后来的大不列颠王国国王授予艺术家（绝大多数都是肖像画家）的一个头衔。第一个获得此头衔的是安东尼·范戴克，1689年约翰·雷利之后开始成为常规头衔。维多利亚女王去世之后，詹姆斯·桑特成为其最后一任头衔持有者，之后英国王室便再也没有任命过首席宫廷画家。

## 列表
- 安东尼·范戴克
- 彼得·莱利
- 约翰·雷利
- 安东尼奥·维里奥
- 戈弗雷·克内勒
- 查尔斯·杰瓦斯
- 威廉·肯特
- 约翰·沙克尔顿
- 艾伦·拉姆塞
- 约书亚·雷诺兹
- 托马斯·劳伦斯
- 大卫·威尔基
- 乔治·海特
- 詹姆斯·桑特